# La Nación (Argentine)
Pour les articles homonymes, voir La Nación.
La Nación est un quotidien argentin conservateur, originellement fondé le 4 janvier 1870 par l'ancien président Bartolomé Mitre et des associés. Ses ventes constituent à peu près un tiers des ventes de tous les journaux vendus à Buenos Aires. Diffusé dans le monde entier, il a pour principal rival le quotidien centriste Clarín.

## Histoire
Originellement nommé La Nación Argentina, il a été renommé La Nación le 28 août 1945. Jusqu'en 1914, son directeur de rédaction était José Luis Murature (es) (ministre des Affaires étrangères de 1914 à 1916). Le quotidien soutient la campagne de « moralisation » de la société engagée par la dictature de la Révolution argentine en 1966. Sous la dictature militaire de 1976-83, La Nación bénéficia notamment, avec Clarín et La Razón, de mesures illégales appuyées par le gouvernement, en 1976-77, visant à leur faire prendre contrôle de l'entreprise de papeterie Papel Prensa, qui appartenait auparavant à David Graiver.
Le journal provoque une controverse au lendemain de l'élection du conservateur Mauricio Macri à la présidence du pays pour avoir appelé à amnistier les tortionnaires de la dictature argentine.